# Федякин, Александр Васильевич
Александр Васильевич Федякин (род. 10 декабря 1930 год, село Шерстянка, Челябинская область) — первый секретарь Комсомольского райкома Компартии Казахстана, Кустанайская область, Кустанайская область, Казахская ССР. Герой Социалистического Труда (1981). Заслуженный работник сельского хозяйства Казахской ССР (1970). Депутат Верховного Совета Казахской ССР.

## Биография
Родился в 1930 году в крестьянской семье в селе Шерстянка. В 1955 году окончил Троицкий ветеринарный институт, после чего был отправлен по распределению в Казахстан на освоение целинных и залежных земель. С 1955 года — главный ветеринарный врач, главный зоотехник совхоза «Победа» Карабалыкского района. В 1961 году избран вторым секретарём Октябрьского райкома Компартии Казахстана. С 1962 по 1965 года — начальник Карасуского производственного управления. В 1965 году избран 1-м секретарём Карасуского райкома и в 1974 году — 1-м секретарём Октябрьского райкома.
Будучи 1-м секретарём Октябрьского райкома партии, занимался организацией сельскохозяйственного производства и строительством промышленных объектов в Октябрьском районе. Указом Президиума Верховного Совета СССР от 19 февраля 1981 года за выдающиеся успехи, достигнутые в выполнении планов и социалистических обязательств по продаже государству в 1980 году миллиарда пудов зерна и перевыполнении планов десятой пятилетки по производству и закупкам хлеба и других сельскохозяйственных продуктов удостоен звания Героя Социалистического Труда с вручением ордена Ленина и золотой медали «Серп и Молот».
С 1981 года преподавал в сельскохозяйственном техникуме в посёлке Комсомольское. Избирался депутатом Верховного Совета Казахской ССР (1980—1985).
В 1984 году защитил диссертацию на соискание научной степени кандидата наук. С 1984 года — преподаватель, проректор по повышению квалификации Челябинского агроинженерного института (ЧИМЭСХ). В 1992 году был назначен директором межотраслевого института переподготовки кадров агропромышленного комплекса (ЧГАУ).
С 1998 года — директор ООО «Никалс».
В 2002 году переехал в Канаду.

## Награды
- Орден Ленина — трижды (1972, 1979, 1981)
- Орден Трудового Красного Знамени — дважды (1966, 1971)